# Anders Ekström (seglare)
Denna artikel handlar om seglaren Anders Ekström. För idé- och lärdomshistorikern, se Anders Ekström (idéhistoriker)
Hans Anders Ekström, född 16 januari 1981 i Släps församling i Hallands län, är en svensk seglare som tävlar i starbåt.
Han seglar för KSSS. Tillsammans med Fredrik Lööf blev han olympisk bronsmedaljör i Peking 2008, världsmästare 2004 och europamästare 2004 och 2001.